# Castalius fasciatus
Castalius fasciatus är en fjärilsart som beskrevs av Johannes Karl Max Röber 1887. Castalius fasciatus ingår i släktet Castalius och familjen juvelvingar. IUCN kategoriserar arten globalt som livskraftig. Inga underarter finns listade i Catalogue of Life.

## Bildgalleri

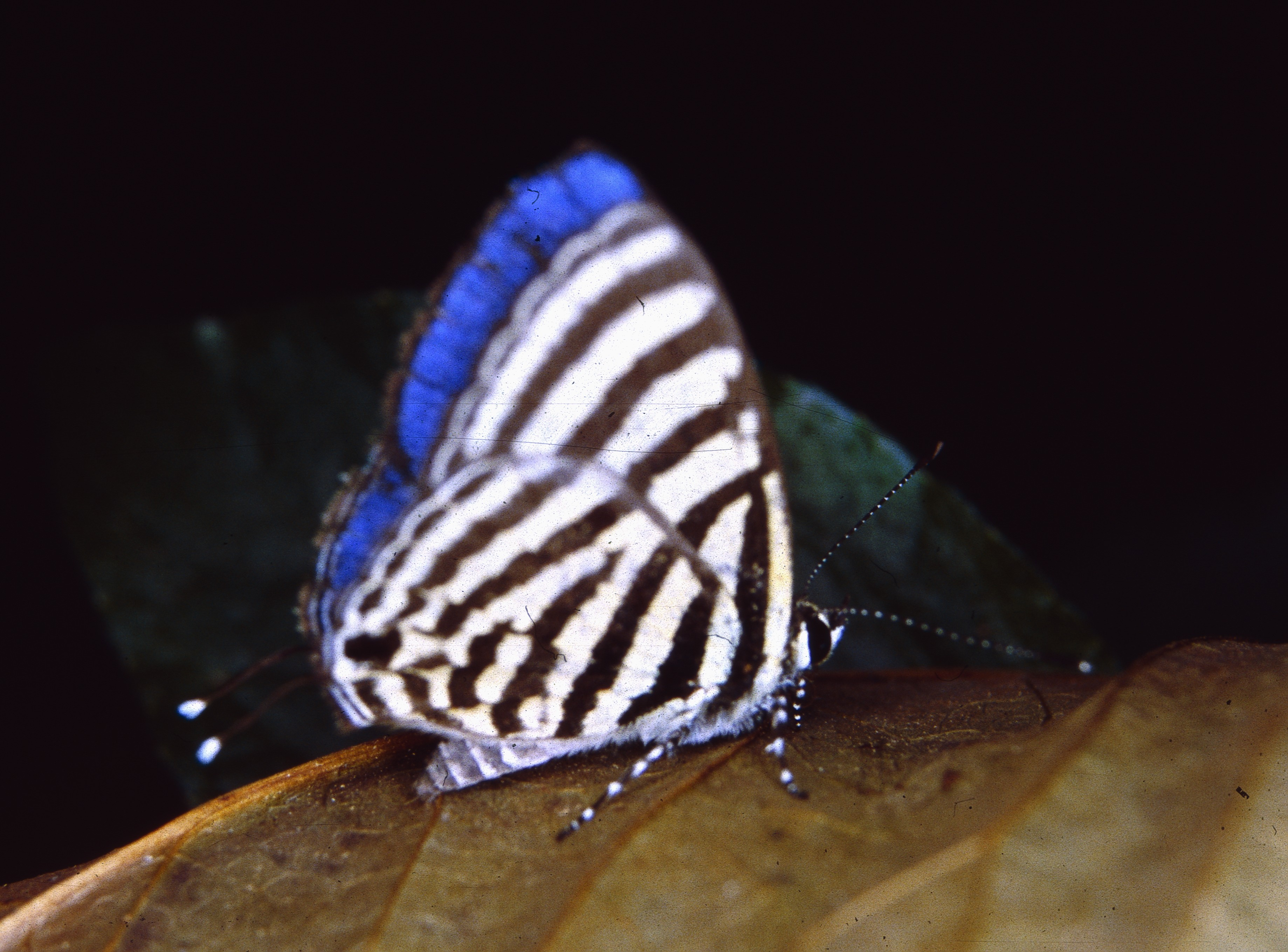
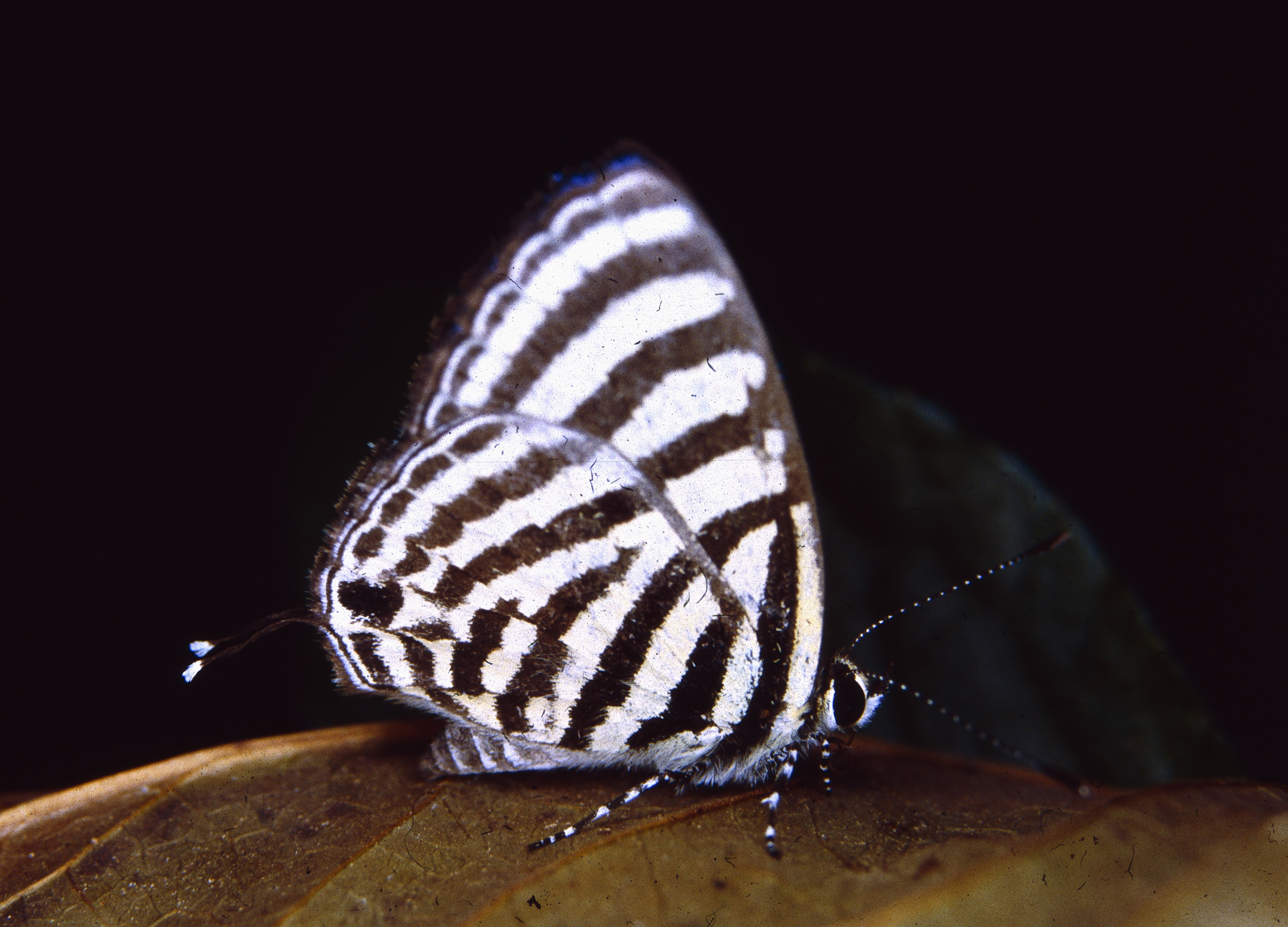
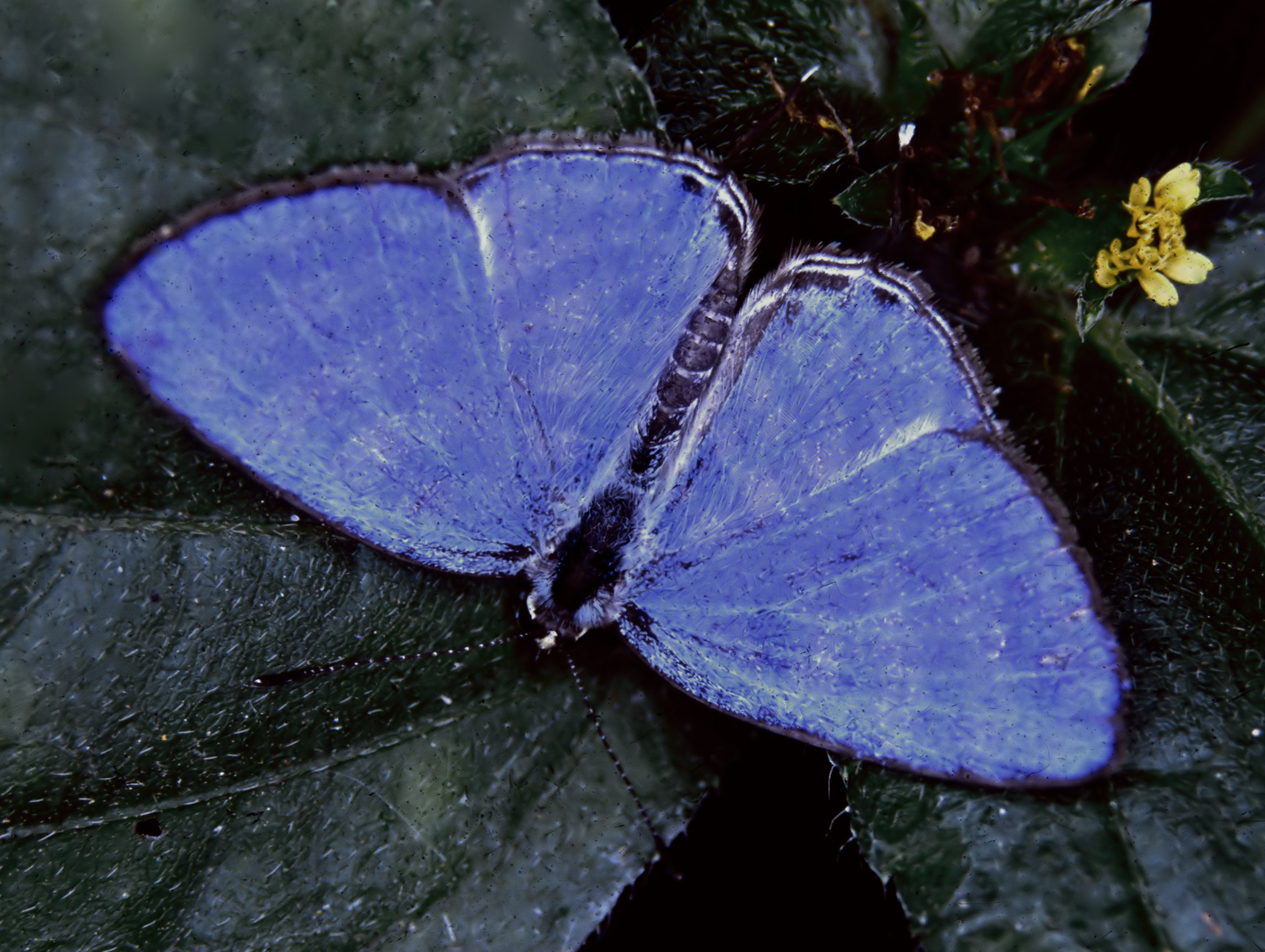
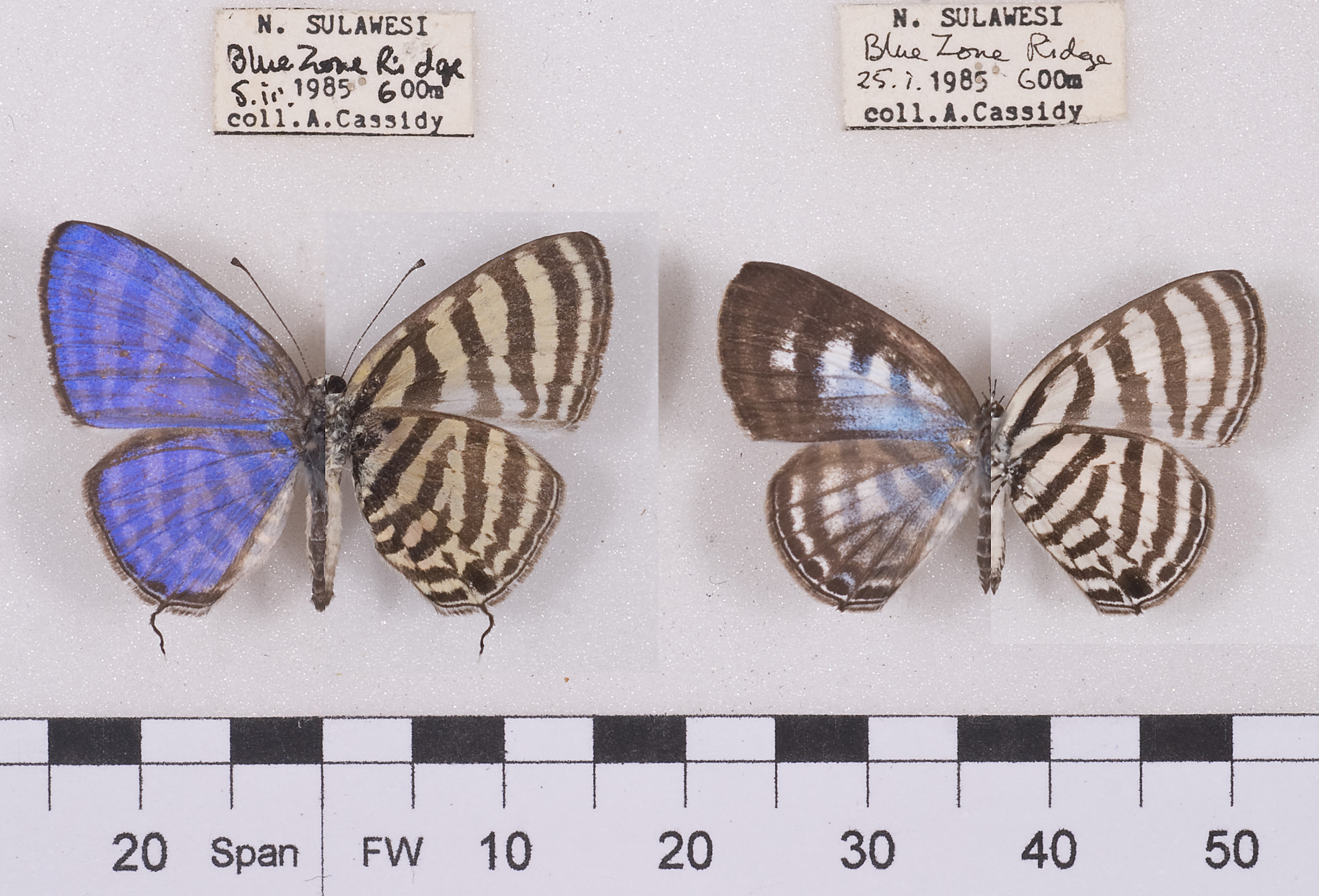